# Kahemba flygplats
Kahemba flygplats är en statlig flygplats vid orten Kahemba i Kongo-Kinshasa. Den ligger i provinsen Kwango, i den sydvästra delen av landet, 500 km sydost om huvudstaden Kinshasa. ICAO-koden är FZCF. Reguljära förbindelser med Kinshasa fanns till 2008. Under perioden 2012–2015, den senaste för vilken statistik är tillgänglig, var flygplatsens enda trafik sporadisk inrikes passagerartrafik, utan trafik överhuvudtaget 2015.